# Vladimir Leonidovich Popov
Vladimir Leonidovich Popov (em russo:  Влади́мир Леони́дович Попо́в; 3 de setembro de 1946) é um matemático russo, que trabalha com teoria dos invariantes e teoria dos grupos de transformação. É membro do Instituto de Matemática Steklov e professor da Higher School of Economics.
Foi palestrante convidado do Congresso Internacional de Matemáticos em Berkeley.
Em 2012 foi eleito fellow da American Mathematical Society.
Em 2016 foi eleito membro correspondente da Academia de Ciências da Rússia. 

## Livros
- Popov, Vladimir L. (1982). Discrete complex reflection groups. Utrecht: Communications of the Mathematical Institute Rijksuniversiteit Utrecht, Vol. 15
- Popov, Vladimir L. (1992). Groups, generators, syzygies, and orbits in invariant theory. Providence RI: Translations of Mathematical Monographs, Vol. 100, Providence RI: Amer. Math. Soc. ISBN 0-8218-4557-8
- Popov, V. L., Vinberg,  E. B. (1994). Invariant theory. Berlin Heidelberg: Encyclopaedia of Mathematical Sciences, Vol. 55, Berlin Heidelberg: Springer-Verlag. ISBN 3-540-54682-0
- Popov, Vladimir L. (2004). Algebraic transformation groups and algebraic varieties: proceedings of the conference Interesting algebraic varieties arising in algebraic transformation group theory held at the Erwin Schrödinger Institute, Vienna, October 22-26, 2001. Berlin New York: Springer. ISBN 9783540208389